# Федърал Уей
Федърал Уей (на английски: Federal Way) е град в щата Вашингтон, САЩ. Федърал Уей е с население от 96 960 жители (по приблизителна оценка за 2017 г.), което го прави 7-и по население в щата и има обща площ от 54,80 км² (21,10 мили²). Получава статут на град през 1990 г. Разположен е на 157 м (515 фута) надморска височина. Намира се между градовете Сиатъл и Такоума в окръг Кинг.